# Linea narrativa
Ogni sceneggiatura è composta da una trama che coinvolge una varietà di tipologie di personaggi ben delineati secondo precise caratteristiche psicologiche, estetiche e caratteriali. Ogni personaggio persegue un obiettivo da raggiungere, definendo così una linea narrativa. Ciascuna trama e ciascun personaggio definiscono a loro volta una linea narrativa che si interseca con quelle degli altri personaggi e delle altre storie in cui sono coinvolti e che contribuiscono a costruire tramite l'azione.

## Definizione
La linea narrativa si può dunque definire come una ministoria a sé che interagisce e negozia con le altre linee narrative, che contribuisce a modificare e da cui viene a sua volta modificata. Quando si ha a che fare con un film il numero delle linee narrative è significativamente ridotto rispetto a quelle rinvenibile all'interno della trama di una serie televisiva. Quando guardiamo un film abbiamo a che fare con un'unità testuale chiusa dotata di una precisa identità che veicola determinati significati morali, sociali e psicologici. Tale unità testuale è rinvenibile attraverso delle isotopie che attraversano l'intera trama e sono definibili come delle linee tematiche ricorrenti; ci possono essere più isotopie compresenti, ma ne basta anche una sola affinché una storia esista. Il film propone una particolare storia con (quasi sempre) un inizio, un mezzo e una fine, seguendo la classica struttura in tre atti che risale alla Poetica aristotelica, la quale risponde a una precisa griglia narrativa adattabile a un prodotto che in media non supera le due ore.

## Influenza della serialità
Nell'ultimo decennio tuttavia questa struttura ha ricevuto le influenze della struttura seriale televisiva (in cui la struttura diventa a quattro atti e si presenta notevolmente più dilatata) e si è resa di conseguenza più flessibile, sia dal punto di vista della costruzione narrativa che dal punto di vista della ricezione dei significati da parte del pubblico, a cui viene offerta una gamma di possibili interpretazioni che in tal modo lo rendono un fruitore attivo capace di adattare i messaggi veicolati dal testo filmico al suo personale contesto culturale e sociale. In questo processo di negoziazione le linee narrative sono protagoniste, è la loro complessità e varietà a permettere una diversificazione nei processi di identificazione e di attribuzione di significati. Esemplare al riguardo sono gli episodi di E.R. - Medici in prima linea (Michael Crichton, 1994-2009), attraversati da più di dieci linee narrative; in questo caso il format che ha come soggetto il team medico di un pronto soccorso rende la serie ideale per l'elaborazione di una fitta rete di differenti linee narrative, ciascuna riguardante un particolare personaggio o un particolare caso clinico.

### Tipologie di linee narrative nella serialità
Solitamente, nell'ambito delle serie televisive, si ha una distinzione abbastanza netta tra:
- linee narrative autoconclusive all'interno di ciascun episodio: riguardano i singoli casi che si definiscono come il microsoggetto degli episodi. Talvolta, anche se raramente, i singoli casi possono attraversare più di un episodio o essere costruiti in modo tale da esser suscettibili di ripresa anche tra episodi distanti tra loro non necessariamente consecutivi. È il caso dei medical drama, delle serie poliziesche e detective e in particolare di tutti quei prodotti seriali che hanno come soggetto un team (i medici, il distretto della polizia, una caserma, una famiglia) le cui azioni partono con un caso che troverà risoluzione al termine dello stesso episodio in cui ha avuto inizio;

- le linee narrative che attraversano la stagione. Generalmente quelle che riguardano le storie di vita privata dei personaggi: problemi familiari, passati oscuri, relazioni sentimentali tra colleghi, la cui estensione attraversa più episodi, di norma consecutivi; si tratta di norma di una relazione sentimentale tra due personaggi che termina con un'unione stabile o una separazione. Frequente è anche l'abbandono di un personaggio che lascia il posto a un nuovo arrivato.

- le linee narrative che attraversano l'intera serie televisiva: può riguardare la relazione tra i due personaggi protagonisti nelle serie drammatiche o la conclusione di una missione del protagonista. Nonostante la loro conclusione, queste linee restano tuttavia suscettibili di ripresa (può essere il caso di un nuovo amore o una nuova missione da compiere, ma in tal caso è fondamentale la continuità del personaggio e possibilmente anche dell'interprete).

Questa classificazione è solo indicativa, in quanto ciascuna si è ibridata con le altre dando luogo a originali commistioni che variano da una serie all'altra. Resta comunque valida la distinzione tra linea narrativa verticale o iponarrazione (del singolo episodio) e linea narrativa orizzontale o ipernarrazione (caratterizzata dalla continuità che attraversa più episodi ma anche dall'intersecarsi di più linee narrative).

## Story line principale e secondaria
La linea dell'azione è spesso chiamata "plot" o "story line principale", in opposizione alla "story line secondaria". Non è sempre vero che la storia di primo piano contenga gli aspetti più importanti della narrazione. Infatti, in molte sceneggiature, la più sottile storia di secondo piano mette in gioco gli elementi relazionali più profondi, in opposizione agli eventi più grandi che fanno avanzare la storia. Per il pubblico, questi elementi relazionali sono spesso il legame emotivo più significativo con la narrazione. Spesso la linea dell'azione, sebbene più appariscente, è più superficiale quanto a significatività. Per semplificare, la storia di primo piano può essere considerata come l'azione esteriore della storia ed è sicuramente orientata verso il conflitto e il suo sfruttamento ha portato alla strategia dell'"high concept".
La storia di secondo piano può essere considerata come l'azione interiore (del personaggio) della storia ed è incentrata sull'identificazione; si tratta di ciò che viene chiamato sottotesto, cioè l'attitudine del protagonista a scegliere la più appropriata soluzione del suo conflitto interiore. Il sottotesto è spesso espresso in termini di stati emozionali umani generali: odio-amore o vita-morte. Non tutte le storie scritte per lo schermo trattano questi sentimenti primari, ma i film memorabili contengono queste dimensioni nelle loro storie. Al livello più profondo, il sottotesto può raggiungere il pubblico in una maniera più complessa e potente dell'azione in primo piano. I film che ricordate hanno molto probabilmente un forte sottotesto.
Una efficace costruzione delle linee narrative in qualsiasi prodotto, cinematografico o televisivo che sia, è essenziale per poter raggiungere un ampio consenso di pubblico. A questo scopo è consigliabile sviluppare una linea principale facilmente trasmissibile al pubblico, lasciando i "low concept" nelle linee narrative secondarie (a meno che non si stia progettando un prodotto per un pubblico di nicchia o per canali tematici). Tutti questi elementi rinvenibili nella serie televisiva sono adattabili anche a molto cinema contemporaneo, che si caratterizza per una struttura modulabile che ha portato a parlare di high concept movie.